# Lochbuie
Lochbuie é uma cidade  localizada no estado americano de Colorado, no Condado de Weld.

## Demografia
Segundo o censo americano de 2000, a sua população era de 2049 habitantes.
Em 2006, foi estimada uma população de 4033, um aumento de 1984 (96.8%).

## Geografia
De acordo com o United States Census Bureau tem uma área de
3,6 km², dos quais 3,5 km² cobertos por terra e 0,1 km² cobertos por água.

## Localidades na vizinhança
O diagrama seguinte representa as localidades num raio de 24 km ao redor de Lochbuie.